# Jędrzej Paszkiewicz
Jędrzej Paszkiewicz – polski historyk, dr hab. nauk humanistycznych, profesor nadzwyczajny Instytutu Historii Wydziału Historii Uniwersytetu im. Adama Mickiewicza w Poznaniu.

## Życiorys
5 listopada 2001 obronił pracę doktorską Jugosławia we włoskiej polityce w latach 1914-1941, 4 marca 2013 habilitował się na podstawie pracy zatytułowanej Grecja a bezpieczeństwo międzynarodowe na Bałkanach 1923-1936.
Pracuje na stanowisku profesora uczelni w Instytucie Historii na Wydziale Historii Uniwersytetu im. Adama Mickiewicza w Poznaniu. Przewodniczący Komisji Bałkanistyki przy Oddziale PAN w Poznaniu.